# Плімут (округ Шебойган, Вісконсин)
Плімут (англ. Plymouth) — місто (англ. town) в США, в окрузі Шебойґан штату Вісконсин. Населення — 3083 особи (2020).

## Демографія
Згідно з переписом 2010 року, у місті мешкало 3195 осіб у 1152 домогосподарствах у складі 951 родини. Було 1229 помешкань
Расовий склад населення:
| - 98,4 % — білих - 0,4 % — азіатів - 0,1 % — корінних американців - 0,1 % — чорних або афроамериканців |

До двох чи більше рас належало 0,8 %. Частка іспаномовних становила 0,8 % від усіх жителів.
За віковим діапазоном населення розподілялося таким чином: 22,8 % — особи молодші 18 років, 61,1 % — особи у віці 18—64 років, 16,1 % — особи у віці 65 років та старші. Медіана віку мешканця становила 47,7 року. На 100 осіб жіночої статі у місті припадало 101,6 чоловіків;  на 100 жінок у віці від 18 років та старших — 100,4 чоловіків також старших 18 років.
Середній дохід на одне домашнє господарство  становив 101 914 долари США (медіана — 78 783), а середній дохід на одну сім'ю — 114 389 доларів (медіана — 95 333). Медіана доходів становила 63 363 долари для чоловіків та 38 083 долари для жінок. За межею бідності перебувало 7,1 % осіб, у тому числі 4,2 % дітей у віці до 18 років та 8,1 % осіб у віці 65 років та старших.
Цивільне працевлаштоване населення становило 1710 осіб. Основні галузі зайнятості: виробництво — 31,4 %, освіта, охорона здоров'я та соціальна допомога — 17,1 %, роздрібна торгівля — 8,3 %, будівництво — 7,5 %.